# Dykdalb

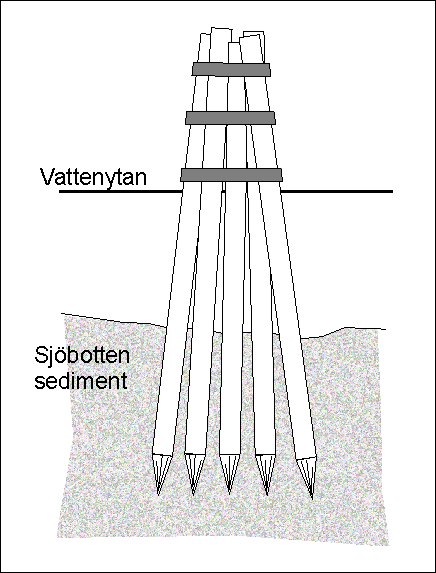
Dykdalb av äldre klassisk konstruktion med tillspetsade trästockar som drevs ner i sjöbottensedimentet i koniskt anordnade knippen och bands ihop med järnband ovanför vattenytan.

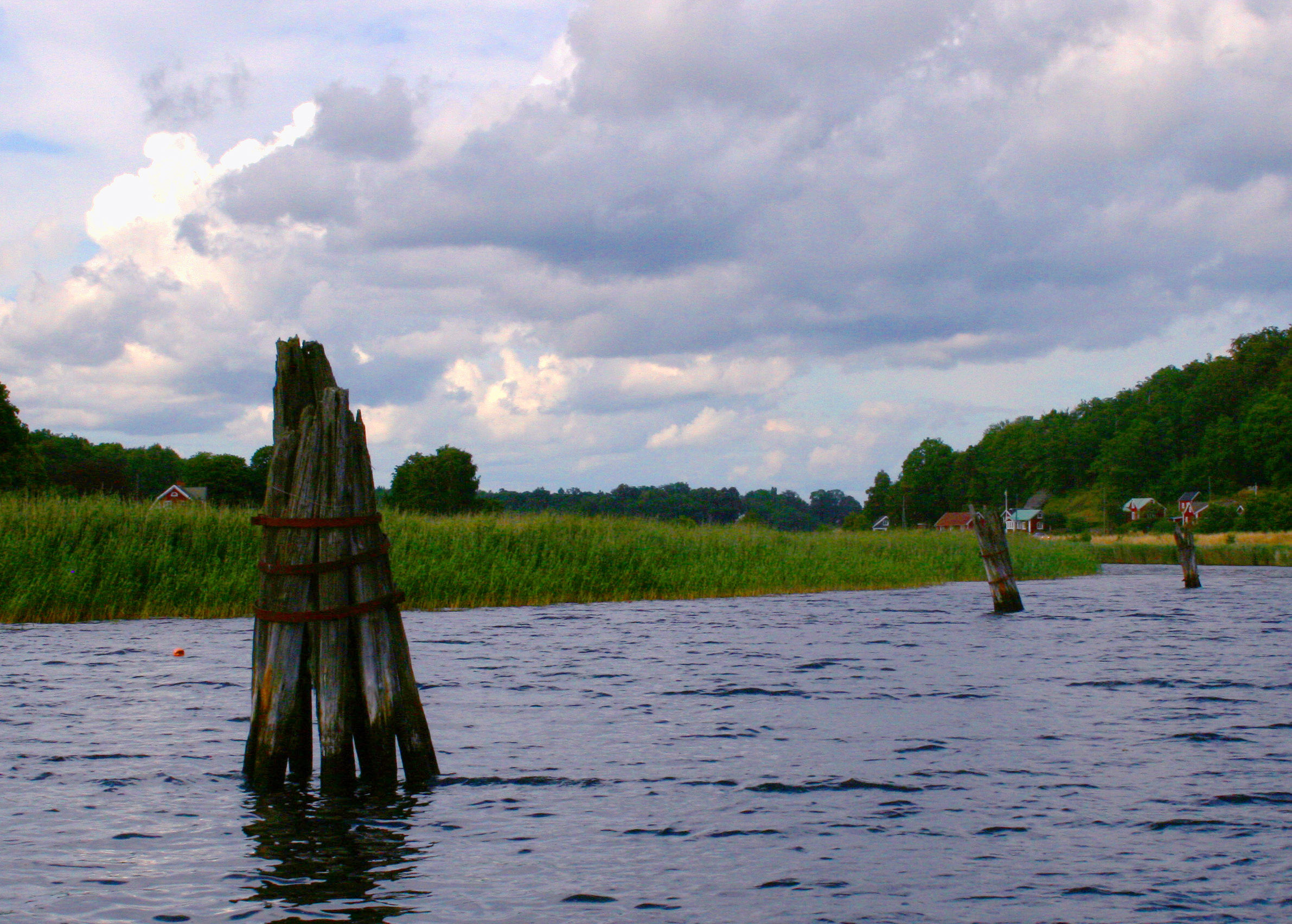
Dykdalber vid hamnen Järnavik

Dykdalb, även diktalb, är ett bottenfast sammanbundet pålknippe använt för att förtöja eller styra undan fartyg, exempelvis från att kollidera med bropelare eller andra bärande element i farleder eller hamnar.
I flottningssammanhang var de förankringsanordningar med hjälp av vilka timmersläp spelades hem över öppet vatten.

## Definitioner
- Nordisk familjebok 1881: "en grof pelare, sammansatt af flere i sjöbottnen nedtryckta pålar, hvilka sammanlöpa ofvan vattenytan och fasthållas af jernringar."[1]
- Sjöfartsverket 2007: "Bottenfast förtöjningsanordning eller avbärare bestående av en grupp sammanfästa pålar eller fundament."[2]

## Etymologi
Ännu i slutet av 1800-talet användes i Sverige den ursprungliga benämningen Duc d'Albe eller Duc d'albe efter den spanske fältherren hertigen av Alba (Duc d’Albe) (1508-1583). Denne tillskrivs uppfinnandet av denna förtöjningsanordning under det nederländska frihetskriget, vilket dock har ifrågasatts. Dykdalber anses i en version första gången ha använts i floden Schelde under Spaniens belägring av Antwerpen 1584–85, men det finns också andra varianter.[källa behövs]
En annan teori är att ordet härstammar från de holländska orden "duik/duiken" (som betyder dyk/dyka) och "dolfijn" (som betyder delfin, men även pollare/förtöjningsstolpe). På Engelska är ordet för dukdalf också dolphin (delfin).

## Konstruktion
Dykdalben bestod ända fram till slutet av 1900-talet oftast av ett knippe tillspetsade kraftiga trästockar, anordnade i en konisk form med den större diametern neråt, som slagits ned i sjöns, havets eller flodens bottensediment och sammanbundits upptill med kraftiga järnringar ovanför vattenytan. Vid sidokrafter utsätts en del av stockarna för en tryckkraft neråt och motsatta sidans av en dragande kraft uppåt. Vid isbildning vintertid och horisontella rörelser i isen kryper isen upp på dykdalben genom den vinklade ytan i förhållande till isytans plan och dykdalben håller därför också bättre mot stora istryck vid exempelvis islossning än om motsvarande stockar drevs ner helt vertikalt i botten. Dykdalben användes också i äldre tider som fundament för träbroar och som förankringspunkter för flottbroar. Numera[när?] är dykdalberna oftast tillverkade av stålrör eller armerad betong.

## Bilder på olika typer av dykdalber

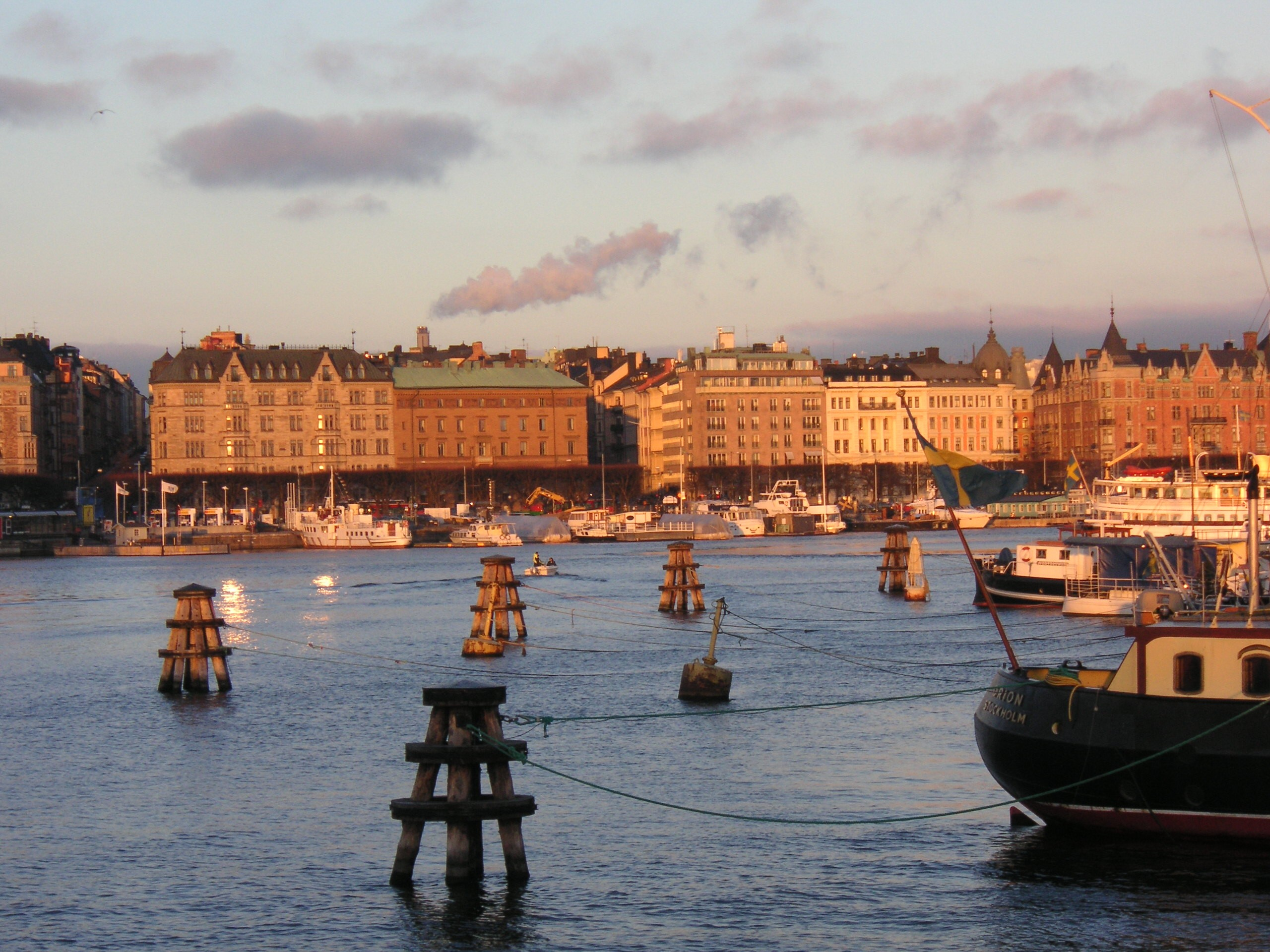
Dykdalber i Nybroviken utanför Skeppsholmen i Stockholm
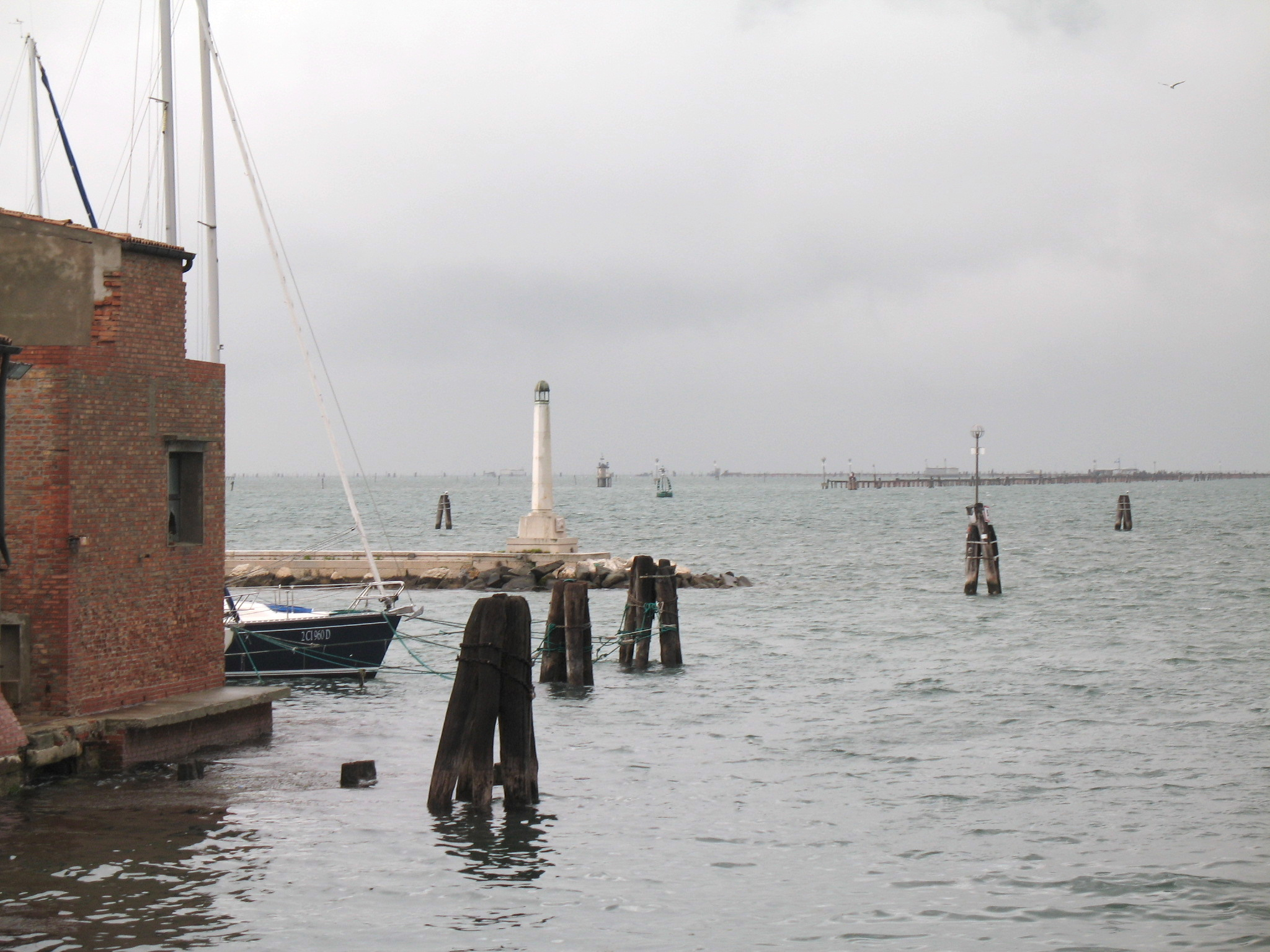
Dykdalber i Chioggia i Venedig-lagunen.
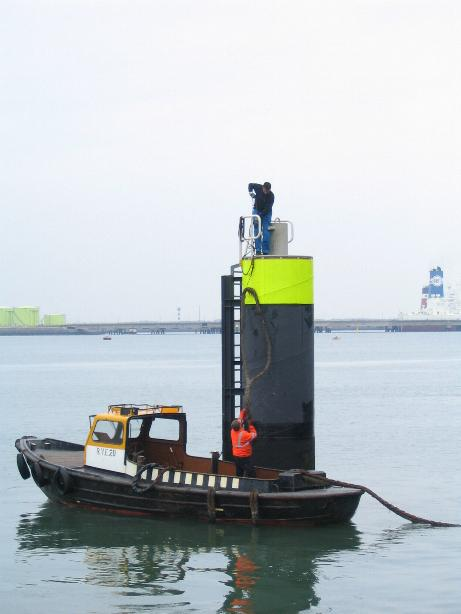
Besättningsmän förtöjer ett fartyg vid en dykdalb.
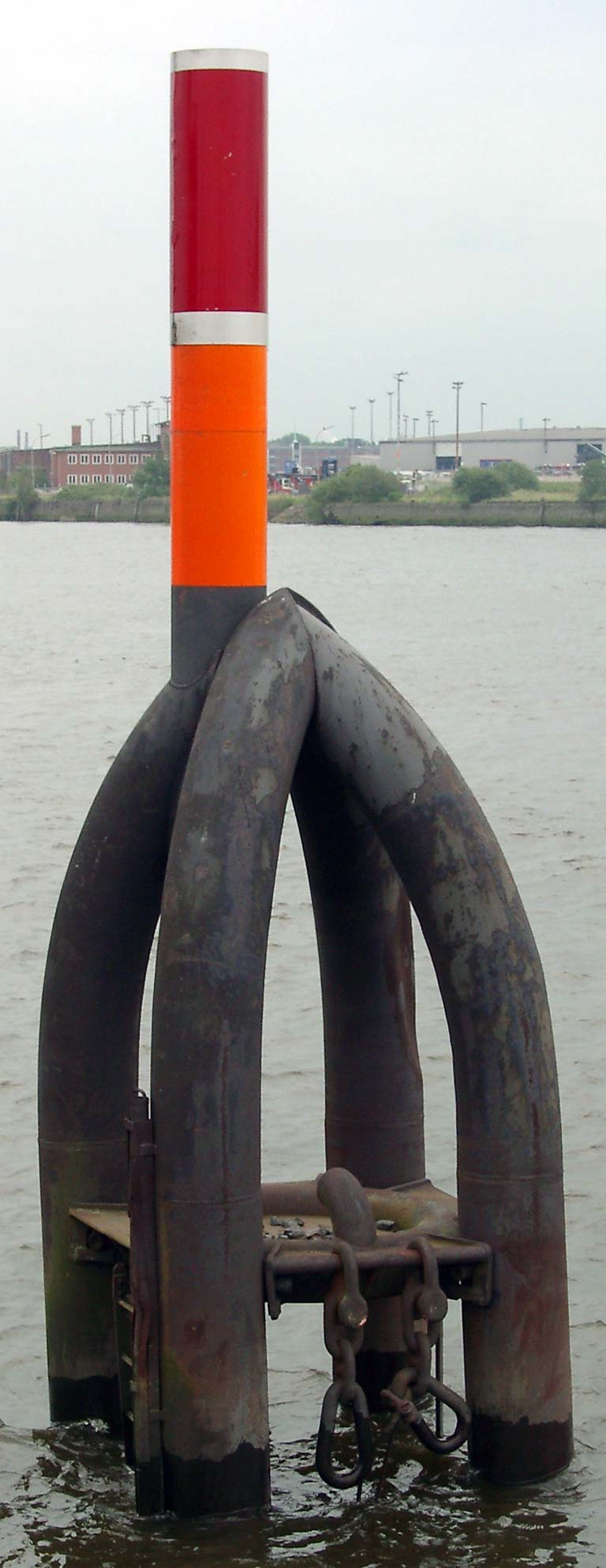
Modern dykdalb i Hamburgs hamn av kraftiga stålrör.
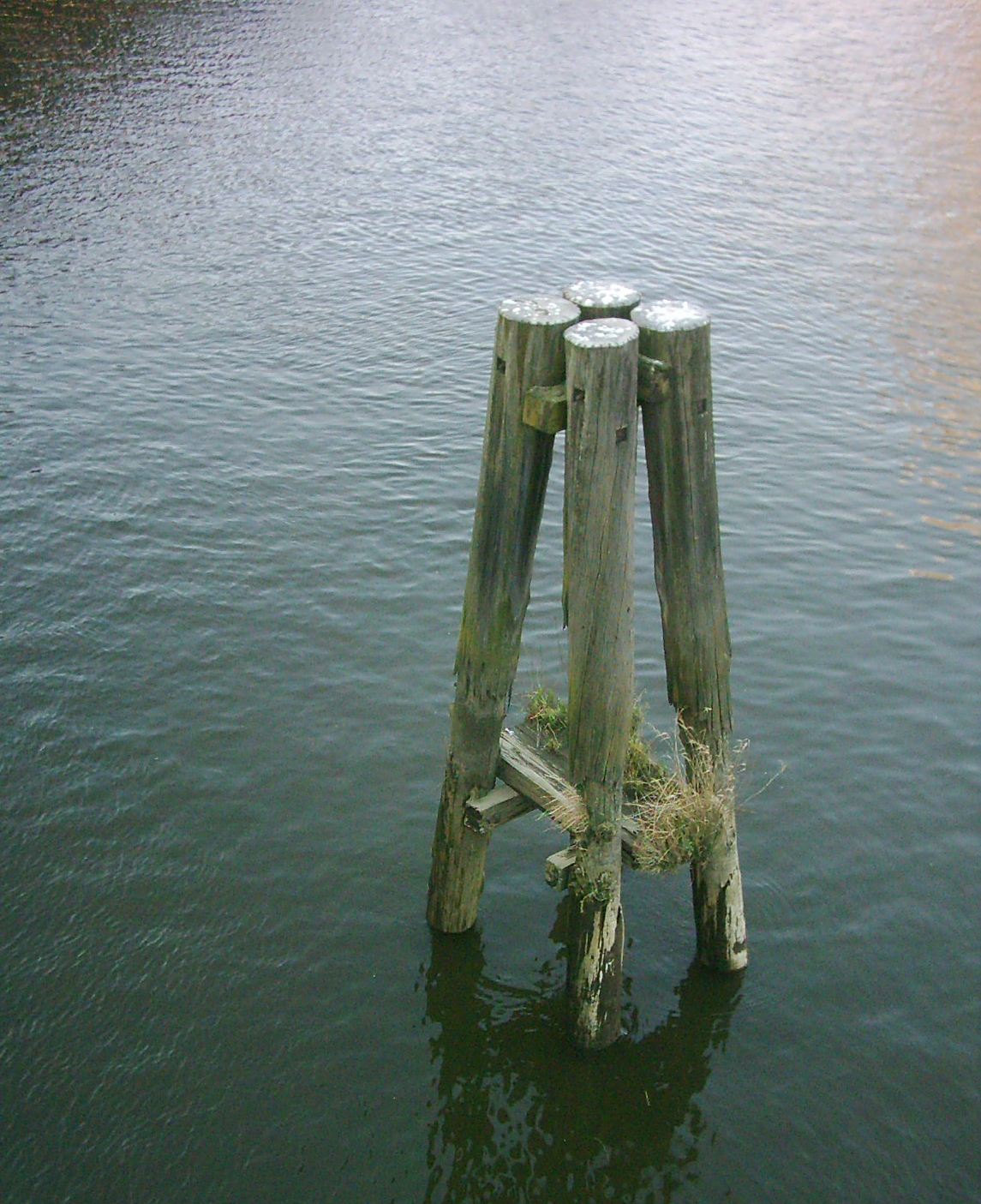
Dykdalb i Oberhafenkanal i Hamburg.
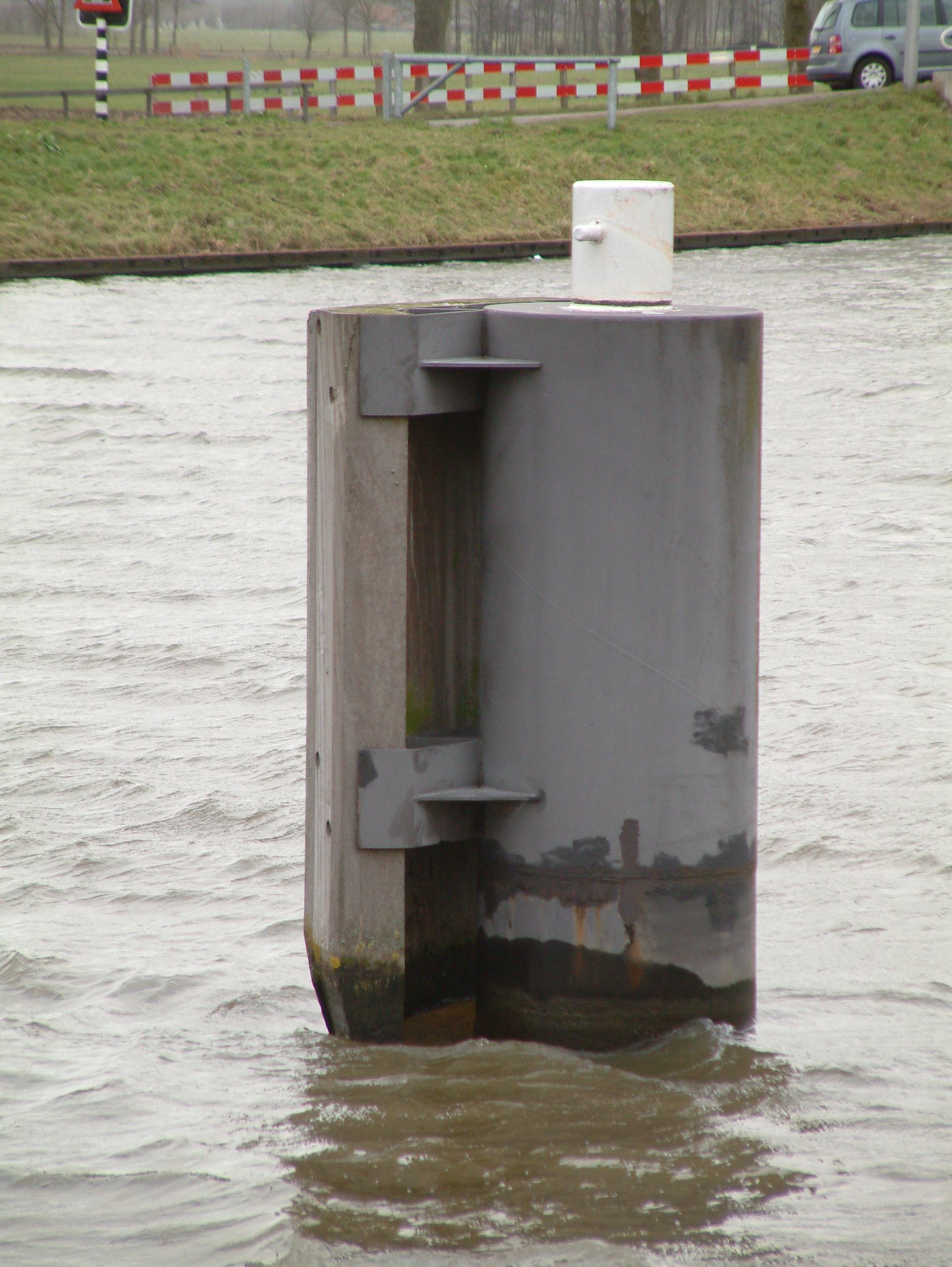
Modern dykdalb i Holland som utgörs av ett enda kraftigt betongfyllt stålrör.
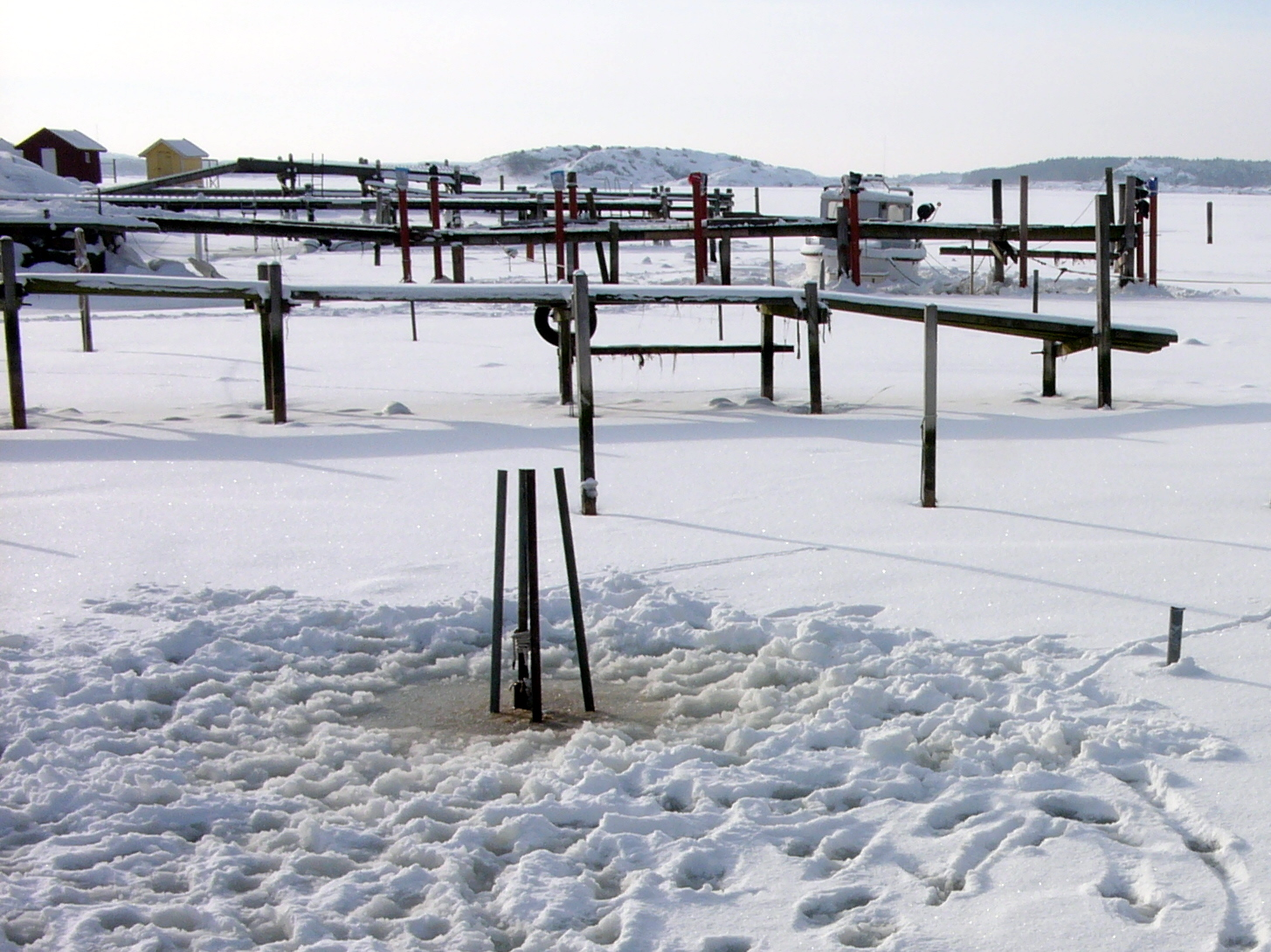
Dykdalb i Stallviken Särö, under konstruktion.
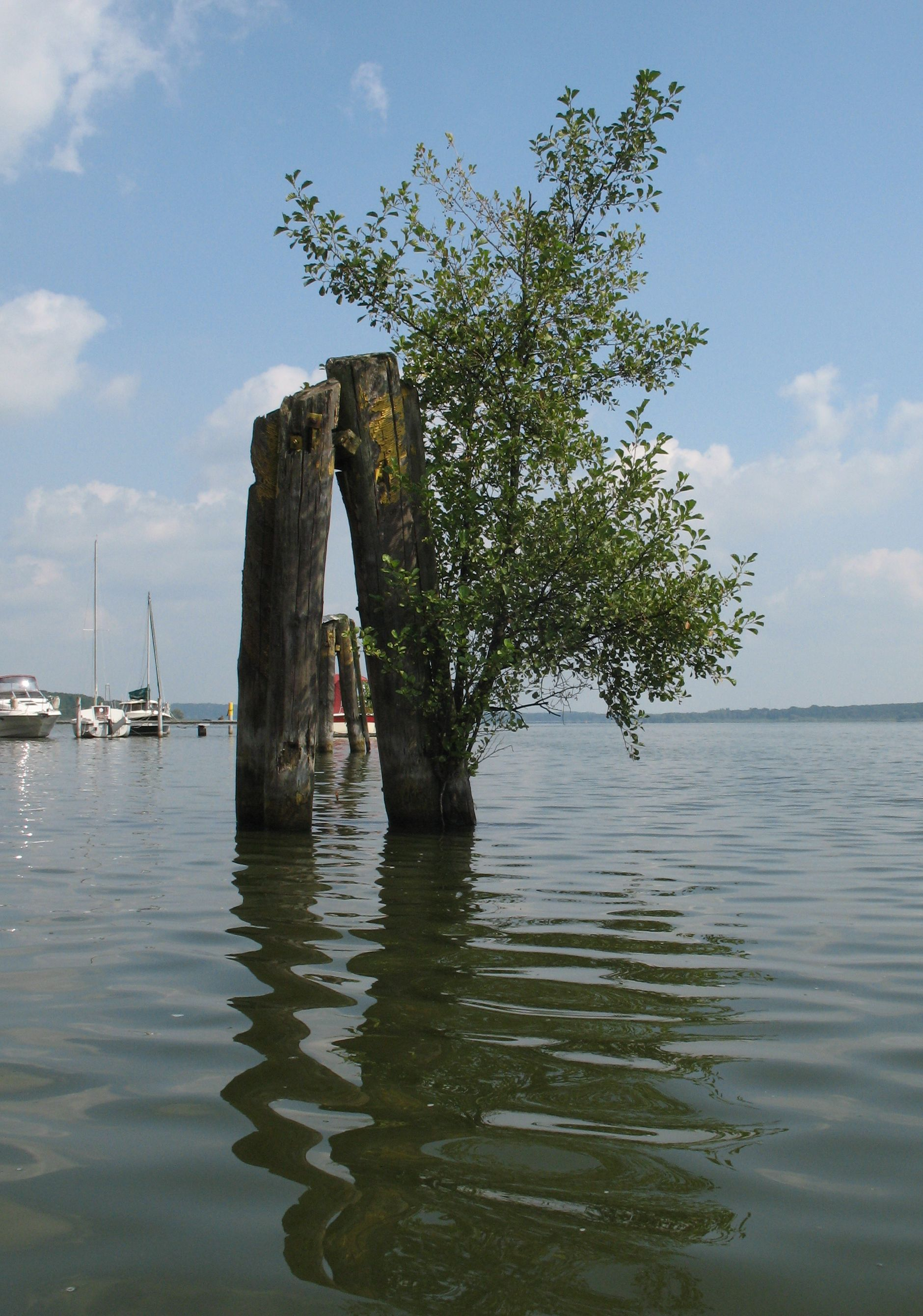
Dykdalb i Schwielowsee.